# Bahnhof Lissabon Roma-Areeiro

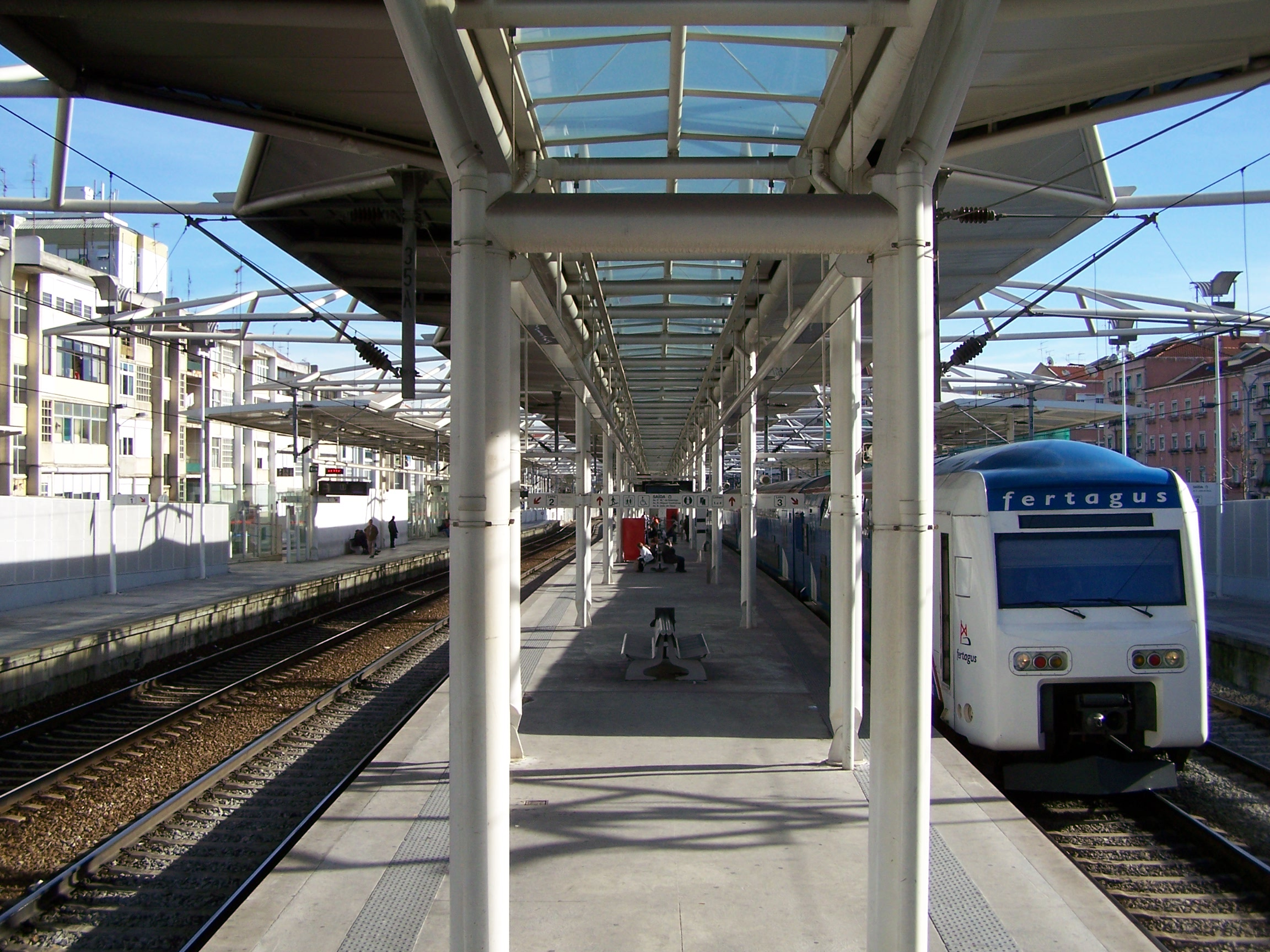
Der Bahnhof Roma-Areeiro besitzt vier Gleise, an den mittleren beiden halten die Züge des privaten Betreibers Fertagus

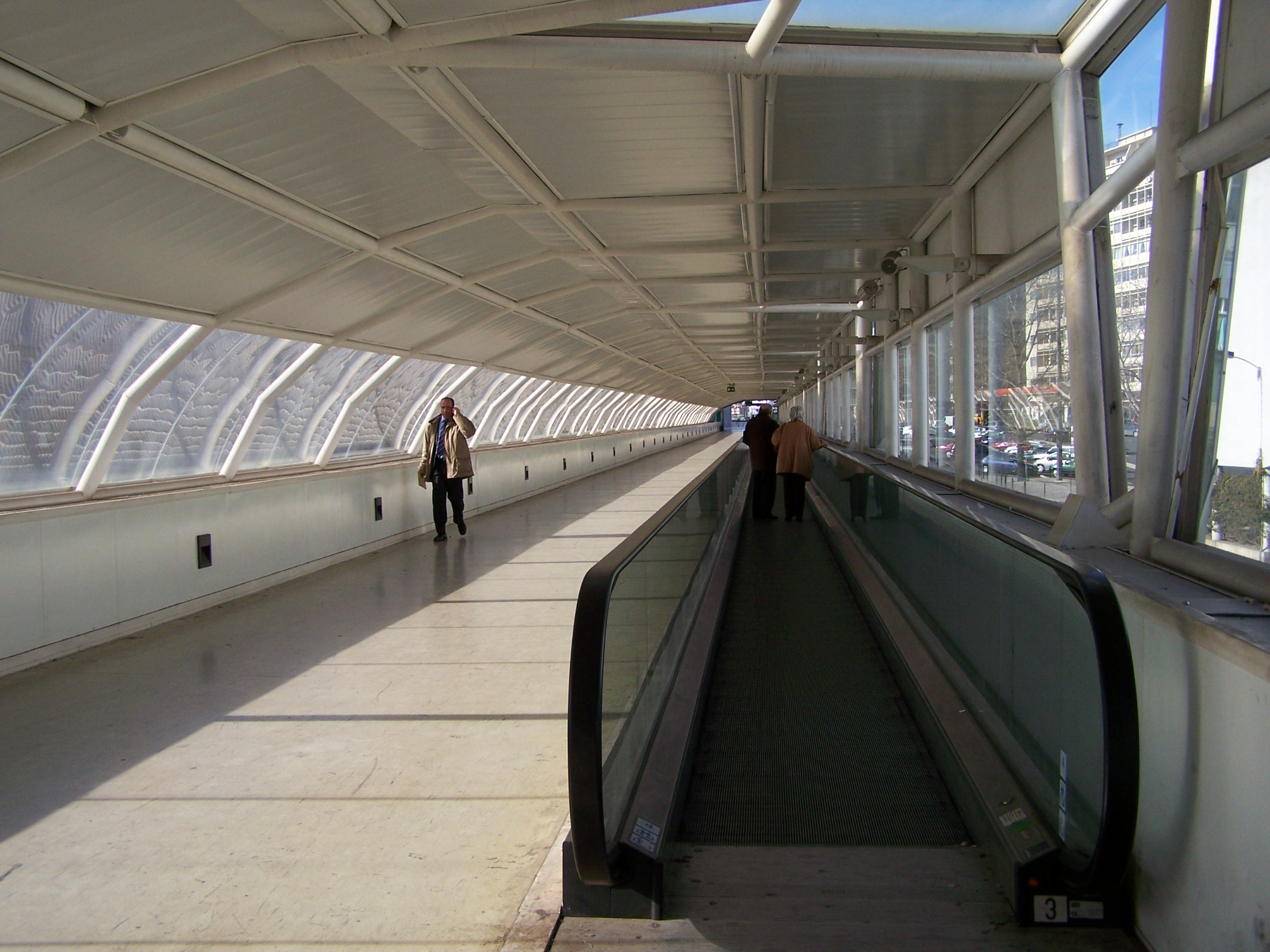
Verbindungsgang zur Avenida de Roma

Der Bahnhof Roma-Areeiro, auch Roma/Areeiro, ist ein viergleisiger Bahnhof in der portugiesischen Hauptstadt Lissabon, gelegen an der Linha de Cintura auf der Grenze zwischen den beiden Stadtgemeinden Alvalade und Areeiro. Am Bahnhof enden und beginnen die Fertagus-Züge in Richtung Setúbal, außerdem halten und enden dort auch teilweise dort die Züge der CP-Linien Linha de Sintra sowie der Linha da Azambuja.
Der Bahnhof wurde am 18. Juni 1972 als ein einfacher Haltepunkt unter dem Namen Areeiro an der Linha de Cintura, der Ringstrecke um das Lissabonner Zentrum, eröffnet.
Um den wachsenden Ansprüchen gerecht zu werden und den ansteigenden Zugverkehr aufnehmen zu können, ließ der Infrastrukturbetreiber des portugiesischen Schienennetzes, die REFER, den Bahnhof zwischen 2002 und 2003 sanieren und erweitern. Die Sanierung des Bahnhofes war in das Gesamtprojekt des Ausbaus der Linha de Cintura eingebettet, in diesem Rahmen erhielt die Strecke beispielsweise auch zwei zusätzliche Gleise und einen komplett neuen Oberbau. Der Bahnhof besitzt seitdem zwei weitere Bahnsteige und einen langen Gang, der zur Avenida de Roma führt. Damit ergeben sich unter anderem auch bessere Umsteigemöglichkeiten zu den beiden U-Bahnhofstationen Roma und Areeiro. Ebenso ließ die REFER einen großen Park-and-Ride-Parkplatz errichten. Mit der Eröffnung des Bahnhofes im September 2003 verlängerte auch der private Zugbetreiber Fertagus den Zugverkehr vom Nachbarbahnhof Entrecampos nach Roma-Areeiro.
Der Bahnhof besitzt heute vier Bahnsteige, der Bahnsteig 1 ist 191 Meter lang, die Bahnsteige 2 und 3 234 Meter sowie der Bahnsteig 4 218 Meter.